# Cambridge Assessment English
Il Cambridge Assessment English, fino al 2017 noto come University of Cambridge ESOL Examinations, è l'organismo dell'Università di Cambridge dedicato ad organizzare e gestire esami per la valutazione della conoscenza della lingua inglese rivolti a persone non madrelingua inglese. L'acronimo ESOL stava per English for Speakers of Other Languages (ovvero "inglese per parlanti di altre lingue").
Cambridge Assessment English costituisce uno dei quattro rami di Cambridge Assessment con Cambridge Assessment International Education, Cambridge Assessment Admission Testing e OCR (Oxford, Cambridge and RSA Examinations).
Gli esami offerti da questo ente sono sostenuti ogni anno da oltre cinque milioni di persone in oltre 130 paesi al mondo. Questi esami, pur mantenendo una denominazione propria, fanno riferimento al cosiddetto quadro comune europeo di riferimento per la conoscenza delle lingue (QCER), articolato su sei livelli di competenza nell'uso di una lingua straniera (da A1 a C2, in ordine crescente) e livelli di difficoltà crescente dei relativi esami, che consentono un inquadramento immediato comune a tutti i sistemi di certificazione di conoscenza di lingue straniere.
Con Cambridge University Press costituisce Cambridge English, consorziato per pubblicare i testi ufficiali per la preparazione degli esami Cambridge.

## Esami individuali
Vi sono esami di inglese generale accanto a un numero crescente di esami per scopi particolari. Gli esami, in costante aumento, sono sempre più strutturati in modo da rispondere ad esigenze particolari sia professionali che di studio per quanto gli esami di livello avanzato di inglese generale continuino a rappresentare quelli maggiormente richiesti da aziende, università ed enti di formazione, in particolare gli esami di livello più elevato (almeno dal A2 Key a seguire sino al C2 Proficiency).

### Esami di inglese destinati al pubblico in età scolare
- Pre A1 Starters (YLE Starters): livello iniziale (Pre A1 nel QCER)
- A1 Movers (YLE Movers): livello base (A1 nel QCER)
- A2 Flyers (YLE Flyers): livello elementare (A2 nel QCER)
- A2 Key for Schools (KET): livello elementare (A2 nel QCER)
- B1 Preliminary for Schools (PET): livello intermedio inferiore (B1 nel QCER)
- B2 First for Schools (FCE): livello intermedio superiore (B2 nel QCER)
- C1 Advanced (CAE): livello avanzato (C1 nel QCER)
- C2 Proficiency (CPE): livello eccellente (C2 nel QCER)

### Esami di inglese destinati al pubblico adulto di inglese generale
- A2 Key (KET): livello elementare (A2 nel QCER)
- B1 Preliminary (PET): livello intermedio inferiore (B1 nel QCER)
- B2 First (FCE): livello intermedio superiore (B2 nel QCER)
- C1 Advanced (CAE): livello avanzato (C1 nel QCER)
- C2 Proficiency (CPE): livello eccellente (C2 nel QCER)

### Esami multilingua
- BULATS (Business Language Testing Service): servizio di valutazione multi-lingua, disponibile per inglese, francese, tedesco e spagnolo.
- IELTS (International English Language Testing System): esame gestito in collaborazione internazionale da diversi soggetti British Council, Cambridge Assessment English e IDP Education, offerto in oltre 400 centri in 150 Paesi.

### Esami di inglese commerciale
- BEC (Business English Certificate): costituito da tre livelli:
  - B1 Business Preliminary (BEC Preliminary): livello intermedio (B1 nel QCER)
  - B2 Business Vantage (BEC Vantage): livello intermedio superiore (B2 nel QCER)
  - C1 Business Higher (BEC Higher): livello avanzato (C1 nel QCER)

## Equivalenze con il Quadro comune europeo di riferimento per la conoscenza delle lingue
| Quadro Comune Europeo | Cambridge Assessment English                                                 | Cambridge English Scale | IELTS           | Business Language Testing Service | Business English Certificate |
| C2                    | C2 Proficiency (CPE)                                                         | 200-230                 | IELTS 8,5 - 9,0 | BULATS >90                        |                              |
| C1                    | C1 Advanced (CAE)                                                            | 180-199                 | IELTS 7 - 8     | BULATS 75-90                      | C1 Business Higher           |
| B2                    | B2 First (FCE)                                                               | 160-179                 | IELTS 5,5 - 6,5 | BULATS 60-75                      | B2 Business Vantage          |
| B1                    | B1 Preliminary (PET)                                                         | 140-159                 | IELTS 4 - 5     | BULATS 40-60                      | B1 Business Preliminary      |
| A2                    | A2 Key (KET)                                                                 | 120-139                 | IELTS 3 - 3,5   | BULATS 20-40                      |                              |
| Pre A1 - A2           | Pre A1 Starters, A1 Movers, A2 Flyers (YLE Starters, YLE Movers, YLE Flyers) |                         | IELTS 2 - 2,5   | BULATS <20                        |                              |